# Robin F. A. Moritz
Robin Frederik Alexander Moritz (* 28. August 1952 in Gießen) ist ein Biologe und Ökologe.

## Leben
Robin Moritz wurde als Sohn von Richard Moritz und seiner Ehefrau Wilhelmina geborene Gijsbers in Gießen geboren. Er ging in Frankfurt am Main zur Schule und legte 1971 an der Carl-Schurz-Schule die Reifeprüfung ab. Moritz studierte an der Johann Wolfgang Goethe-Universität Frankfurt am Main Biologie und schloss das Studium 1976 mit dem Diplom ab. Anschließend arbeitete er am Institut für Bienenkunde in Oberursel (Taunus), das damals noch unter der Leitung von Friedrich Ruttner stand. Seine Dissertation zum Thema Inzuchteffekte auf die Fitness von Drohnen (Apis mel.) verteidigte er im November 1980 kumulativ. Moritz habilitierte sich an der Universität Frankfurt im Februar 1987. Danach arbeitete er an der Bayerischen Landesanstalt für Bienenzucht in Erlangen. Im Juli 1991 nahm er eine Professur für Genetik an der Universität von Natal in Pietermaritzburg an, zwei Monate später wurde er Professor für Genetik an der Technischen Universität Berlin. Moritz war zwischen 1997 und 2018 Professor für Molekulare Ökologie an der Martin-Luther-Universität Halle-Wittenberg und ist seit 2018 emeritiert. 1999–2016 war er gleichzeitig Extraordinary Professor im Department of Zoology and Entomology der Universität Pretoria und gehörte dort der Social Insects Research Group (SIRG) an.
Von 2011 bis 2014 war Robin Moritz International Director im rumänischen RoBeeTech-Projekt der Universitatea de Științe Agricole și Medicină Veterinară Cluj-Napoca. 2013 wurde er von der Universität in Cluj zum Ehrendoktor (Dr. h. c.) ernannt. Er erhielt zahlreiche weitere Ehrungen wie zum Beispiel 1998 den Humboldt-Forschungspreis. Robin Moritz ist darüber hinaus Vollmitglied im Deutschen Zentrum für integrative Biodiversitätsforschung (iDiv) mit dem Forschungsgebiet Bee Molecular Ecology.